# Bradići Donji
Bradići Donji naseljeno su mjesto u sastavu općine Maglaj u Federaciji Bosne i Hercegovine u BiH.

## Povijest
Do 1955. godine zvali su se Bradići Muslimanski.

## Stanovništvo
| Bradići Donji      |               |               |               |
| godina popisa      | 1991.         | 1981.         | 1971.         |
| Muslimani          | 457 (68,82 %) | 395 (62,59 %) | 358 (71,31 %) |
| Hrvati             | 187 (28,16 %) | 210 (33,28 %) | 124 (24,70 %) |
| Srbi               | 1 (0,15 %)    | 12 (1,90 %)   | 19 (3,78 %)   |
| Jugoslaveni        | 8 (1,20 %)    | 12 (1,90 %)   | 0             |
| ostali i nepoznato | 11 (1,65 %)   | 2 (0,31 %)    | 1 (0,19 %)    |
| ukupno             | 664           | 631           | 502           |